# 威廉·索恩顿
威廉·埃德加·索恩顿（William Edgar Thornton，1929年4月14日—2021年1月11日）曾是一位美国国家航空航天局的宇航员，执行过STS-8以及STS-51-B任务。